# こしじまとしこ
こしじま としこ（本名: 越島 稔子、1980年3月3日 - ）は、日本の女性歌手。音楽ユニット「CAPSULE」のボーカル。石川県金沢市出身。
本人とファンは、愛称として「こしこ」を使用していることがある。

## 概要
CAPSULEにてボーカルを担っている。細い身体とショートボブヘアーが外見的な特徴として際立っており、「歌うマッチ棒」とも形容されている。ホットパンツ,ミニスカートワンピース,ミニスカートドレスといった露出の多いファッションで舞台に立つことが多い。
現在の仕事仲間である中田ヤスタカとの出会いは高校生の頃である。地元金沢で音楽をやっている高校生がファミレスに集まった時に知り合い、後にユニットを組むことになった。高校を卒業後、建設会社でダムの設計部門に務めていたが、後にcapsuleのデビューが決まり上京した。趣味はメイク、つけまつげ収集。酒好きでもある。SNSにも頻繁に近況報告を投稿している。過去に車のCMナレーションをしたこともある。
CAPSULEの多くの楽曲でヴォコーダーが使われ、本人の歌声が大幅に加工されているが、インタビューでは特に抵抗はないと答えている。